# Lambert van Nistelrooij
Lambertus Jacobus Jozef (Lambert) van Nistelrooij (Nuland, 5 maart 1953) is een Nederlands politicus. Namens het Christen-Democratisch Appèl (CDA) maakte hij van 2004 tot 2019 deel uit van het Europees Parlement.
Lambert van Nistelrooij studeerde sociale geografie aan de Katholieke Universiteit Nijmegen en was werkzaam als beleidsmedewerker bij de provincie Gelderland en bij de Noordbrabantse Christelijke Boerenbond (NCB). Hij was gemeenteraadslid in Nuland, lid van de Provinciale Staten van Noord-Brabant en gedeputeerde in Noord-Brabant. In de laatste functie was hij onder meer belast met volksgezondheid, welzijn en volkshuisvesting. Bij de Europese Parlementsverkiezingen 2004 werd Van Nistelrooij namens het CDA gekozen in het Europees Parlement. In het Europees Parlement hield hij zich bezig met regionale ontwikkeling.
Van Nistelrooij was rapporteur en onderhandelaar van het Europees Parlement voor de Europese Structuur -en Investeringsfondsen 2014-2020, met een budget van 322 miljard euro.
In juni 2005 signaleerde Van Nistelrooij in een interview met de Volkskrant dat een verminderde afdracht van Nederland aan de Europese Unie zal leiden tot het schrappen van subsidies die ten goede zouden komen aan universiteiten, bedrijven en regio’s in Nederland met innovatieve plannen.
In 2009 en 2014 is de CDA'er herkozen in het Europees Parlement. Hij was lid van de parlementscommissies voor Regionaal Beleid (REGI) en Interne Markt en Consumentenbescherming (IMCO). Daarnaast was hij lid van de delegatie voor de EU-relaties met Latijns-Amerika, Brazilië en het handelsblok Mercosur.

## Persoonlijk
Van Nistelrooij is gehuwd en woont in Diessen. Hij werd gedecoreerd tot Ridder in de Orde van Oranje-Nassau.